# Ramularia alnicola

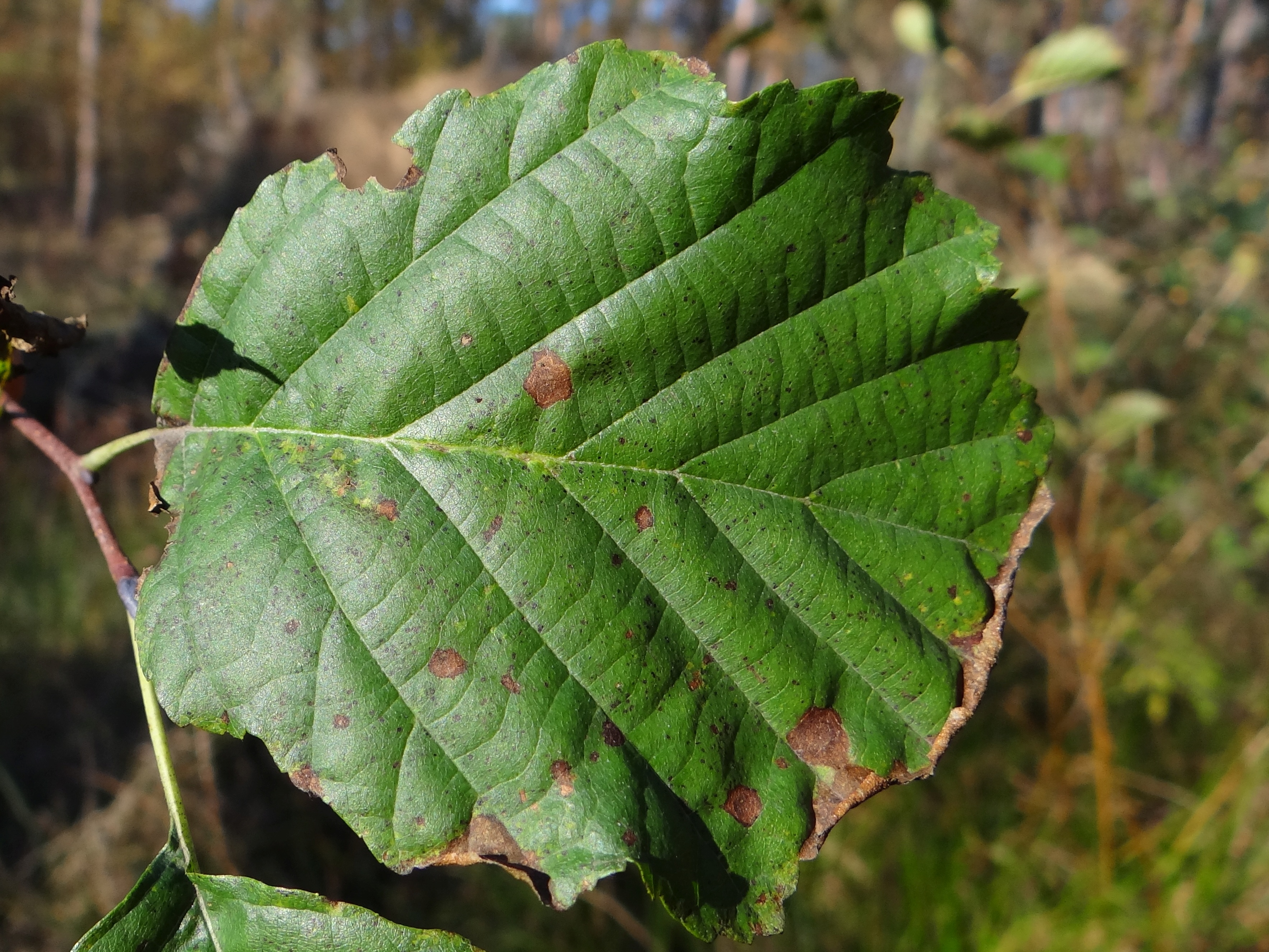

Ramularia alnicola Cooke – gatunek grzybów z klasy Dothideomycetes. Grzyb mikroskopijny, fitopatogen pasożytujący na roślinach z rodzaju olsza (Alnus).

## Systematyka i nazewnictwo
Pozycja w klasyfikacji według Index Fungorum: Ramularia, Mycosphaerellaceae, Capnodiales, Dothideomycetidae, Dothideomycetes, Pezizomycotina, Ascomycota, Fungi.
Synonimy:
- Ovularia alnicola (Cooke) Massee 1893
- Ramularia alnicola Cooke 1886 var. alnicola
- Ramularia alnicola var. multiseptata U. Braun 1998

Po raz pierwszy opisano gatunek na olszy czarnej (Alnus glutinisa) w Anglii.

## Charakterystyka
Na porażonych roślinach powoduje powstawanie okrągławych plam o średnicy do 8 mm. Początkowo są one brązowoszare, potem brązowoczarne. Podczas wilgotnej pogody na obydwu stronach liści pojawia się nalot konidioforów i zarodników, bardziej obfity na dolnej stronie liści.
Endofit, jego grzybnia jest zanurzona w tkankach rośliny. Konidiofory  zazwyczaj jedno- lub dwukomórkowe, rzadziej trzykomórkowe, o wymiarach 13–27 × 2,3–2,5 μm. Na ich końcach powstają w łańcuszkach jedno- lub dwukomórkowe zarodniki konidialne o cylindrycznym lub wrzecionowatym kształcie i wymiarach  6–18(–20) × 2–2,3(–2,5) μm.

## Występowanie
Odnotowano występowanie w Ameryce Północnej (USA) i Europie. W polskiej literaturze mykologicznej do 2003 r. podano 2 stanowiska, obydwa na olszy szarej (Alnus incana).